# Bleach: The Blade of Fate
Bleach DS: Souten ni Kakeru Unmei (蒼天に駆ける運命) es un juego de lucha en 2D para la Nintendo DS basado en el universo de la serie manga y anime Bleach, obra de Kubo Tite. Fue desarrollado por Treasure y distribuido por Sega.
Una de las cualidades más destacadas de este título es la posibilidad de jugar contra otros usuarios mediante la conexión WiFi de Nintendo.
Se espera una nueva entrega de esta serie de juegos para mediados de febrero, y llevará por nombre Bleach DS 2nd: Kokui Hirameku Requiem.

## El juego

### Historia
La parte de la serie en la que está basado este juego es la saga de la Sociedad de las almas. En ella, Ichigo y sus amigos acuden a este lugar, hogar de los shinigami, a rescatar a Rukia, que ha sido arrestada por permanecer demasiado tiempo en el mundo de los humanos y ceder sus poderes a uno de ellos. Así, se ven envueltos en una serie de combates contra los altos cargos del Seireitei (los capitanes de las 13 Divisiones) para lograrlo.

### Controles
Utilizaremos los botones izquierda y derecha de la cruceta para mover al personaje. Pulsando arriba saltará, con abajo se agachará y mantendremos apretado el gatillo R para cubrirnos.
Algunos escenarios tienen dos superficies sobre las que desplazarse y luchar. Puede representar que estos lugares poseen profundidad, o que tienen algún soporte elevado en el que situarse. Para cambiar entre un plano y otro utilizaremos el otro gatillo, el L.
Para golpear tenemos los botones Y, X y A para pegar flojo, normal, o fuerte (en este orden). El botón B sirve para realizar el movimiento Shunpo, una especie de teletransporte.
Para realizar diversos ataques especiales tendremos que ejecutar correctamente medias lunas (realizar movimientos rápidos en forma de arco con la cruceta y pulsar rápidamente un botón de ataque).
Con el botón Start se pausa el juego, y en la mayoría de modos se puede acceder desde el menú de pausa a una lista de comandos para ver los posibles movimientos del personaje que estemos manejando.
En la pantalla inferior (la táctil) podemos pulsar una serie de imágenes (las cartas especiales) para obtener ventajas en la partida (tales como que se rellene parcialmente la barra de vida, o que aumente de forma temporal el poder de ataque o defensa). Obtendremos mejores cartas conforme se avanza en el juego, pudiendo escoger entre todas las posibles en el editor de mazos.

### Los combates
El combate se desarrolla en la pantalla de arriba, de las dos que tiene la consola. En la parte superior de ésta se ven las barras de vida que tienen los jugadores (junto al nombre del personaje que maneja y una pequeña imagen del mismo). En el momento en que todas las barras de vida se consuman, menos la de un jugador, éste habrá resultado ganador la partida.
Debajo de la vida puede verse una segunda barra para cada personaje, la de Reiatsu. Esta barra (que puede rellenarse hasta tres veces) es necesaria para realizar los ataques más fuertes del personaje, y se rellena paulatinamente conforme se ejecutan combos contra los contrincantes, o se encajan golpes de estos.
En la parte inferior de la pantalla hay una última barra que se rellena paulatinamente aunque estemos quietos y que es necesaria para realizar el movimiento de teletransporte y para cambiar de plano en el escenario.
Adicionalmente a todo esto, puede mostrarse en pantalla un temporizador con el tiempo restante de combate que queda si así se establece antes de empezar. En el momento en que acabe el combate, el jugador que más vida tenga en ese momento es el vencedor.

### Modos de juego
- Modo historia: Es el modo principal para un jugador. En él, se escoge a un personaje, y se deben completar los combates de este personaje que corresponden a los acontecimientos de la serie, intercalado con secuencias de imágenes y diálogos para explicar la historia. Al ir completándolo con unos personajes se irán desbloqueando los demás.
- Modo arcade: El objetivo aquí es completar un cierto número de combates consecutivos sin perder toda la barra de vida. Cuantos más consigas, más puntos obtienes para gastar en la tienda.
- Modo Tiempo: Es como el modo anterior, pero lo que se intenta es lograrlo en el menor tiempo posible.
- Modo Versus: Aquí se pueden crear enfrentamientos de todo tipo, con más o menos jugadores, con personajes manejador por la CPU, con otros usuarios locales, o a través de la conexión WiFi de Nintendo para jugadores de todo el mundo.
- Modo entrenamiento: En él se pueden practicar los controles de los personajes sobre contrincantes pasivos controlados por la máquina.
- Modo desafío: Aquí tenemos que conseguir ejecutar con éxito una gran cantidad de combos, pulsando correctamente y en el momento justo ciertas combinaciones de botones, para así golpear al inmóvil personaje de la consola.
- Tienda de Urahara: Aquí se pueden gastar los puntos obtenidos en el resto de modos. Se pueden encontrar nuevos colores para la ropa de los personajes, imágenes para la galería, o cartas para usar en los combates.
- Otros: Existe un apartado de opciones donde ajustar los parámetros del juego, una galería de imágenes, y una sección en la que pueden personalizar los mazos de cartas especiales para usar en los enfrentamientos.
- Modo supervivencia: Aquí hay que sobrevivir todos los combates posibles con una sola barra de vida,sin regenerarse.

## Personajes
Todos estos son los personajes de la serie que se pueden controlar en este juego. Algunos de ellos están disponibles desde el inicio, pero otros deben ser desbloqueados. 
- Ichigo Kurosaki
- Renji Abarai
- Momo Hinamori
- Ganju Shiba
- Orihime Inoue
- Uryū Ishida
- Yasutora Sado
- Byakuya Kuchiki
- Rukia Kuchiki
- Soifon
- Yoruichi Shihouin
- Shunsui Kyōraku
- Jūshirō Ukitake
- Sajin Komamura
- Kaname Tōsen
- Tōshirō Hitsugaya
- Kenpachi Zaraki
- Mayuri Kurotsuchi
- Gin Ichimaru
- Sōsuke Aizen
- Shigekuni Yamamoto-Genryūsai
- Yachiru Kusajishi
- Kon
- Bonnie
- Nemu Kurotsuchi
- Ichigo Kurosaki (Hollow)
- Sajin Komamura (sin máscara)
- Tatsuki Arisawa